# Jugescharellina
Jugescharellina is een monotypisch mosdiertjesgeslacht uit de familie van de Lekythoporidae en de orde Cheilostomatida. De wetenschappelijke naam ervan is in 1927 voor het eerst geldig gepubliceerd door Gordon.

## Soort
- Jugescharellina elongata Gordon, 1989